# Stary cmentarz żydowski w Łodzi
Stary cmentarz żydowski w Łodzi – nieistniejący cmentarz żydowski na Bałutach przy ul. Wesołej w Łodzi.
Kirkut został założony 4 kwietnia 1811 roku na gruntach odkupionych od Adama i Magdaleny Lipińskich – mieszczan łódzkich oraz sąsiadujących gruntów innych osób. Wcześniej zmarli łódzcy Żydzi grzebani byli na kirkutach w pobliskim Lutomiersku i Strykowie.
Cmentarz pierwotnie miał powierzchnię 0,06 ha, ale już w latach 80. XIX wieku na powiększanej nekropolii brakowało miejsca. Pochowano tu wielu łódzkich kupców, nauczycieli, przemysłowców, działaczy społecznych i religijnych – w sumie ponad 13 tys. osób narodowości żydowskiej. Najsławniejszymi pochowanymi tam byli: rabin Chaskiel Naumberg, Pinkus Zajdler, Pinkus Sonenberg, Mojżesz Fajtłowicz, Lejzer Perlmutter oraz Kalman Poznański. Znajdowały się tam groby członków rodzin Silbersteinów, Prussaków, Rosenblattów.
Ze względu na brak miejsca na pochówki, 30 września 1888 roku, Dozór Bóżniczy zwrócił się do prezydenta miasta Władysława Pieńkowskiego z prośbą o zezwolenie na powiększenie cmentarza lub założenie nowego. Ostatecznie cmentarz zamknięto 10 listopada 1892 roku. Po 1892 roku jednak sporadycznie odbywały się pogrzeby. Podczas wojny w 1914 roku, kiedy nowy cmentarz był niedostępny, chowano nadal na starym. Ostatniego pochówku przy Wesołej dokonano prawdopodobnie w 1922 roku. Pochowano wtedy Efraima Lande w ohelu jego ojca Symche Binema. W międzywojniu dom przedpogrzebowy pełnił funkcję szpitala dla chorych umysłowo. Funkcjonował on również podczas II wojny światowej.
W 1942 roku nekropola przy ul. Wesołej została zdewastowana. Część macew zdemontowano i wykorzystano do utwardzania dróg. Prawdopodobnie części nagrobków z pierwszej żydowskiej nekropolii w Łodzi użyto do utwardzenia nawierzchni i wybrukowania podwórek m.in. przy ulicy Zgierskiej i Bazarowej.  Szpital (dawny dom przedpogrzebowy) dla umysłowo chorych został zlikwidowany we wrześniu 1942 roku (chorych zamordowano w ośrodku zagłady w Chełmnie nad Nerem), a w opuszczonym budynku umieszczono resort stolarski. 
Ostatecznie cmentarz zlikwidowano w 1949 roku – w czasie budowy ulicy Zachodniej, a pozostały teren został przeznaczony przez ówczesne władze pod budowę domów. Likwidacja odbyła się niezgodnie z prawem, nie było ekshumacji szczątków pochowanych. 
Obecnie przez teren cmentarza przebiega zachodnia nitka ulicy Zachodniej, obok wybudowano bloki. Pamiątką po nekropolii są dziś fragmenty murów na tyłach kamienic przy ulicach Rybnej i Bazarowej. Przy ul. Rybnej znajduje się pamiątkowy obelisk z tablicą. Przy okazji remontów ul. Zachodniej i prac ziemnych na terenie osiedla przy tej ulicy ciągle odnajduje się szczątki ludzkie pochodzące z dawnego cmentarza, gdyż w latach 50. nie przeprowadzono ekshumacji zwłok.

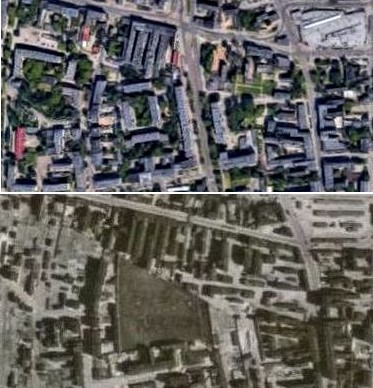
Teren Starego Cmentarza Żydowskiego w Łodzi (lata 2018 i 1942)